# Pentène
« Pentène » est un terme qui réfère aux alcènes de formule C5H10 et correspond donc à six molécules différentes.

## Propriétés
Sa masse volumique est de 0,65 g/cm3.
Il est insoluble dans l'eau, soluble dans l'alcool.

## Isomères

pent-1-ène.

Z-pent-2-ène

E-pent-2-ène

2-méthylbut-1-ène

2-méthylbut-2-ène

3-méthylbut-1-ène

La structure moléculaire du pentène ne contient qu'une seule double liaison. C'est la position de la double liaison au premier ou au second lien C - C qui caractérise le 1-pentène et le 2-pentène.
Dans la plupart des cas, le 1-pentène est un sous-produit du craquage du pétrole. Il peut apparaître pendant l'obtention de l'éthylène et de propylène au cours du vapocraquage.
Le 1-pentène est rarement isolé seul comme composé, il apparaît souvent mélangé à l'essence ou dans des mélanges avec d'autres hydrocarbures dans processus d'alkylation avec l'isobutane dans l'obtention de l'essence.
Le 2-pentène a deux isomères cis et trans.

## Synthèse
Il est obtenu par craquage.

## Utilisations
Matière première pour la synthèse de l'isoprène.